# Тангштедт (Штормарн)
Тангштедт (нем. Tangstedt) — община в Германии, в земле Шлезвиг-Гольштейн.
Входит в состав района Штормарн. Население составляет 6331 человек (на 31 декабря 2010 года). Занимает площадь 39,86 км².
Коммуна подразделяется на 7 сельских округов.